# Юбилейный (Тотемский район)
Юбилейный — посёлок в Тотемском районе Вологодской области. Входит в состав Погореловского сельского поселения, с точки зрения административно-территориального деления — в Погореловский сельсовет.
В посёлке имеется средняя школа, детский сад, Дом культуры, отделение Тотемской поликлиники, два ФОКа, футбольный стадион. Также находятся различные магазины.
В посёлке располагается компрессорная станция № 16 Юбилейное  линейное производственное управление магистральных газопроводов (ЛПУМГ) филиала ООО «Газпром трансгаз Ухта».

## Расположение
Расположен к юго-востоку от автодороги А123. Расстояние по автодороге до областного центра Вологды — 160 км, до районного центра Тотьмы — 70 км, до центра муниципального образования деревни Погорелово — 10 км. Ближайшие населённые пункты — Комарица, Светица, Топориха.

## История
Посёлок возник в 1960—1970-е годы при строительстве ветки нефтепровода и газопровода «Сияние Севера» с месторождений Коми АССР Тюменской области. Посёлок газовиков разместился возле компрессорной станции и получил название СУ-6. В 1970 году была запущена первая ветка газопровода Ухта — Торжок-1, а в 1972 году завершилось строительство КС-16.
В 1990-е у станции была построена азотокислородо-добывающая станция. В посёлке ввелось жилищное строительство. В Юбилейном появились тепличное хозяйство, мясо и рыбоперерабатывающее предприятие.
В 2017 году администрация Погореловского СП переехала в посёлок Юбилейный.

## Население
| 2002 | 2010  |
| ---- | ----- |
| 1658 | ↗1772 |

По переписи 2002 года население — 1658 человек (815 мужчин, 843 женщины). Преобладающая национальность — русские (95 %).